# Velia caprai
A Velia caprai a rovarok (Insecta) osztályának a félfedelesszárnyúak (Hemiptera) rendjébe, ezen belül a poloskák (Heteroptera) alrendjébe és a Veliidae családjába tartozó faj.

## Előfordulása
A Velia caprai előfordulási területe egész Európa, valamint Ázsia nagy része.

## Megjelenése
A testhossza akár 10 milliméteres is lehet.

## Életmódja
Ez a vízi rovar a tavak, valamint lassú folyású folyók és patakok szélén, a vízfelszínen kúszik. Gyakran kavicsokon és növényeken pihen. Apró gerinctelenekre és szúnyogpetékre (Culicidae) vadászik. Nappal rejtőzködik és éjjel indul vadászni.

## Szaporodása
A nőstény a vízparti mohákra rakja le petéit. A frissen kikelt apró nimfák, a vízben mikroorganizmusokkal táplálkoznak.